# 50 m stylem klasycznym
50 m stylem klasycznym – najkrótszy dystans w tym stylu. Jest to konkurencja nierozgrywana na igrzyskach olimpijskich.

## Mistrzostwa Polski
Obecny mistrz Polski:
- Jan Kozakiewicz (2021)[1]

Obecna mistrzyni Polski:
- Dominika Sztandera (2021)[2]

## Mistrzostwa świata(basen 50 m)
Obecny mistrz świata:
- Nic Fink (2022)

Obecna mistrzyni świata:
- Rūta Meilutytė (2022)

## Mistrzostwa świata(basen 25 m)
Obecny mistrz świata:
- Cameron van der Burgh (2018)

Obecna mistrzyni świata:
- Alia Atkinson (2018)

## Mistrzostwa Europy
Obecny mistrz Europy:
- Adam Peaty (2021)

Obecna mistrzyni Europy:
- Benedetta Pilato (2021)

## Rekordy Polski, Europy i świata (basen 50 m)
|           | Imię i nazwisko      | Czas    | Miejsce ustanowienia | Data           |         |         |
| Kobiety   | Kobiety              | Kobiety | Kobiety              | Kobiety        | Kobiety | Kobiety |
| --------- | -------------------- | ------- | -------------------- | -------------- | ------- | ------- |
| WR        | Benedetta Pilato     | 29,30   | Budapeszt (Węgry)    | 22 maja 2021   |         |         |
| ER        | Benedetta Pilato     | 29,30   | Budapeszt (Węgry)    | 22 maja 2021   |         |         |
| RP        | Barbara Mazurkiewicz | 31,06   | Lublin (Polska)      | 4 czerwca 2022 |         |         |
| Mężczyźni |                      |         |                      |                |         |         |
| WR        | Adam Peaty           | 25,95   | Budapeszt (Węgry)    | 25 lipca 2017  |         |         |
| ER        | Adam Peaty           | 25,95   | Budapeszt (Węgry)    | 25 lipca 2017  |         |         |
| RP        | Jan Kozakiewicz      | 26,82   | Budapeszt (Węgry)    | 21 maja 2021   |         |         |

## Rekordy Polski, Europy i świata (basen 25 m)
|           | Imię i nazwisko    | Czas    | Miejsce ustanowienia         | Data                 |         |         |
| Kobiety   | Kobiety            | Kobiety | Kobiety                      | Kobiety              | Kobiety | Kobiety |
| --------- | ------------------ | ------- | ---------------------------- | -------------------- | ------- | ------- |
| WR        | Alia Atkinson      | 28,56   | Budapeszt (Węgry)            | 6 października 2018  |         |         |
| ER        | Rūta Meilutytė     | 28,60   | Berlin (Niemcy)              | 23 października 2022 |         |         |
| RP        | Dominika Sztandera | 29,82   | Kopenhaga (Dania)            | 13 grudnia 2017      |         |         |
| Mężczyźni |                    |         |                              |                      |         |         |
| WR        | Emre Sakçı         | 24,95   | Gaziantep (Turcja)           | 27 grudnia 2021      |         |         |
| ER        | Emre Sakçı         | 24,95   | Gaziantep (Turcja)           | 27 grudnia 2021      |         |         |
| RP        | Adam Plutecki      | 26,19   | Gorzów Wielkopolski (Polska) | 28 listopada 2009    |         |         |